# Sahara (chanson)
Pour les articles homonymes, voir Sahara (homonymie).

Sahara est le premier single extrait de l'album Slash du guitariste Slash. 

## Histoire
Le single est sorti le 11 novembre 2009 en exclusivité au Japon.
La chanson éponyme est chantée par Koshi Inaba. 
Ce single contient en bonus track une version de Paradise City par Cypress Hill et Fergie (Black Eyed Peas).
"Sahara" ne sera disponible que sur la version japonaise de l'album Slash.
Le 11 novembre, Slash a annoncé par Twitter que "Sahara" et la nouvelle version de "Paradise City" étaient sur YouTube.
Le 14 décembre 2009, Slash a affirmé sur Twitter que les paroles de "Sahara" allaient être réenregistrées en anglais toujours avec Koshi Inaba. Cette version chantée en anglais est sur l'album Slash dans la version américaine de iTunes en tant que bonus.
"Sahara" a été élu Single de l'année au Japon. C'est la première fois en vingt ans qu'un artiste international remporte ce prix.

## Crédits

### Sahara
- Slash - guitares
- Koshi Inaba - chant
- Chris Chaney - basse
- Josh Freese - batterie et percussions

### Paradise City
- Slash - guitares
- Fergie - chant
- Cypress Hill - chant
- Chris Chaney - basse
- Josh Freese - batterie et percussions

## Récompenses
- Meilleur Single de l'Année 2009 au Japon